# エールの残照
クラシカル・ロマンス『エールの残照』（エールのざんしょう）は宝塚歌劇団のミュージカル作品。宝塚・東京は18場。
月組公演。作・演出は谷正純。新人公演の演出担当は加藤誠。
併演作品は『TAKARAZUKA・オーレ!』。

## 概要
20世紀初頭、独立運動で揺れ動くアイルランドを舞台にアイルランド貴族の青年と独立運動家の女性、その婚約者である独立運動リーダーの三角関係を描く。
宝塚公演では、若央りさ、夏河ゆら、真琴つばさ、祐輝薫、山吹紗世、風花舞、樹里咲穂、星野瞳、瑠菜まり、彩輝直、城華阿月、成瀬こうきは休演。

## 公演期間と公演場所
- 1994年6月24日 - 8月8日（新人公演：7月12日）　宝塚大劇場
- 1994年11月2日 - 11月27日（新人公演：11月15日）　東京宝塚劇場
- 1995年4月13日 - 5月5日　全国ツアー　

### 全国ツアーの日程
- 4月13日 - 4月15日　上野学園ホール
- 4月17日・18日　仙台・イズミティ21
- 4月20日　グリーンホール相模大野
- 4月21日 - 4月23日　市川市文化会館
- 4月25日・26日　アクトシティ浜松・大ホール
- 4月28日・29日　別府・ビーコンプラザ・フィルハーモニアホール
- 5月1日 - 5月5日　福岡・宗像ユリックス

## スタッフ（宝塚）
- 作曲・編曲：吉崎憲治、高橋城
- 作詞・作曲・編曲：谷村新司
- 編曲：宮原透、池田賢司
- 音楽指揮：岡田良機
- 振付：尚すみれ、黒瀧月紀夫
- 装置：関谷敏昭
- 衣装：任田幾英
- 照明：今井直次
- 音響：加門清邦
- 小道具：伊集院撤也
- 効果：川ノ上智洋
- 演技指導：村田富久
- 演出助手：加藤誠、齋藤吉正
- 装置補：広森守
- 衣装補：田口美香
- 舞台進行：森田智広
- 制作：佐分孝
- 衣装生地提供：株式会社クラレ

## 宝塚・東京公演の特別出演
- 汝鳥伶（専科所属）。

## 主な配役

### 宝塚・東京

#### 本公演
宝塚公演
- ウォルター・シャムロック伯爵 - 天海祐希
- ロージー・フィッツジェラルド - 麻乃佳世
- ダニエル・マクニール - 久世星佳
- チャールズ・ラッセル准将 - 姿月あさと
- ラビ・シャンカール - 汐風幸

東京公演の変更点
- チャールズ・ラッセル准将 - 真琴つばさ
- シャンカール - 姿月あさと

#### 新人公演
- ウォルター・シャムロック - 汐風幸
- ロージー - 苑宮令奈
- ダニエル - 水月静
- ラッセル准将 - 一紗まひろ
- シャンカール - 華月あや

### 全国ツアー
- ウォルター・シャムロック伯爵 - 天海祐希
- ロージー・フィッツジェラルド - 麻乃佳世
- ダニエル・マクニール - 久世星佳
- チャールズ・ラッセル准将 - 真琴つばさ
- シャンカール - 姿月あさと